# Mária Littomeritzky
Mária Éva Littomeritzky, später Mária Éva Bognár, (* 12. Mai 1927 in Szeged; † 24. Dezember 2017 in Budapest) war eine ungarische Schwimmerin, die bei Europameisterschaften eine Silbermedaille gewann.

## Sportliche Karriere
Mária Littomeritzky studierte Pharmazie in Budapest. 1947 gewann sie bei den International University Games eine Silbermedaille über 100 Meter Freistil. 1948 bei den Olympischen Spielen in London schied sie als Fünfte ihres Vorlaufs über 100 Meter Freistil aus. Die ungarische 4-mal-100-Meter-Freistilstaffel mit Mária Littomeritzky, Ilona Novák, Judit Temes und Éva Székely erreichte sowohl im Vorlauf als auch im Finale die fünftbeste Zeit.
Im Frühjahr 1952 stellte die ungarische 4-mal-100-Meter-Freistilstaffel in der Besetzung Mária Littomeritzky, Ilona Novák, Éva Székely und Katalin Szőke in 4:27,2 Minuten einen neuen Weltrekord auf. Bei den Olympischen Spielen in Helsinki gewann die ungarische Staffel mit Mária Littomeritzky, Éva Novák, Ilona Novák und Katalin Szőke ihren Vorlauf in 4:32,5 Minuten. Im Finale verbesserten Ilona Novák, Judit Temes, Éva Novák und Katalin Szőke den Weltrekord auf 4:24,4 Minuten und gewannen damit die Goldmedaille vor den Niederländerinnen. Bis 1980 erhielten Staffelteilnehmerinnen, die nur im Vorlauf eingesetzt wurden, keine Medaille.
1954 verbesserten Judit Temes, Klára Killermann, Mária Littomeritzky und Katalin Szőke den Weltrekord in der damals noch nicht olympischen 4-mal-100-Meter-Lagenstaffel auf 5:07,8 Minuten. Bei den Schwimmeuropameisterschaften 1954 in Turin erkämpfte Littomeritzky die Silbermedaille über 100 Meter Schmetterling hinter Jutta Langenau aus der DDR und vor Ursula Happe aus der BRD.
1956 bei den Olympischen Spielen in Melbourne schlug Mária Littomeritzky über 100 Meter Schmetterling als Vierte hinter drei Schwimmerinnen aus den Vereinigten Staaten an. Die ungarische 4-mal-100-Meter-Freistilstaffel mit Mária Littomeritzky, Katalin Szőke, Judit Temes und Valéria Gyenge belegte den siebten Platz.
Zwischen 1943 und 1958 gewann Mária Littomeritzky insgesamt 23 ungarische Meistertitel. Zunächst schwamm sie für Csepeli Papírgyár SE und dann für Budapesti VSC. Nach ihrer aktiven Laufbahn arbeitete sie als Krankenhaus-Apothekerin in Budapest. Daneben war sie ehrenamtlich im ungarischen Sportverband tätig.